# Marie-Soleil Tougas
Pour les articles homonymes, voir Tougas.
 (mars 2012).
Si vous disposez d'ouvrages ou d'articles de référence ou si vous connaissez des sites web de qualité traitant du thème abordé ici, merci de compléter l'article en donnant les références utiles à sa vérifiabilité et en les liant à la section « Notes et références ».
Marie-Soleil Tougas née le 3 mai 1970 à Mont-Saint-Hilaire et morte le 10 août 1997 à Kuujjuaq est une actrice et animatrice de télévision québécoise.

## Biographie
Marie-Soleil Tougas est la fille du publicitaire Serges Tougas et de Micheline Bégin. Elle a un frère  cadet, Sébastien Tougas, qui devient par la suite concepteur-réalisateur en publicité et avec qui elle partage l'écran dans Peau de banane ainsi que dans Les Débrouillards, et un demi-frère Frédéric-Alexandre Tougas, photographe, alias Fred Tougas, né d'une seconde relation. L'origine de son prénom vient d'une production audio-visuelle dont son père avait nommé une poupée Marie-Soleil, prénom qu'il chérissait. Enfant, elle joue dans des publicités dont son père est le réalisateur, entre autres la célèbre Tout le monde s'attache au Québec qui est sa première apparition à la télévision.

### Carrière télévisuelle
Marie-Soleil Tougas commence sa carrière de comédienne à l'adolescence dans le rôle de Zoé dans le téléroman Peau de banane en compagnie de son frère Sébastien et interprète par la suite plusieurs rôles dans les téléromans Chop Suey, Chambres en ville, Ent'Cadieux et Jasmine.
Elle coanime également l'émission Fort Boyard ainsi que l'émission jeunesse Les Débrouillards en compagnie de Gregory Charles. Elle apparaît dans de nombreuses campagnes publicitaires et de sensibilisation. Elle est aussi porte-parole de l'organisme Éduc’alcool.
De plus, elle est connue pour son implication dans la cause des enfants handicapés et comme porte-parole d'Opération Enfant Soleil et animatrice lors de son téléthon annuel.

### Décès
Au début du mois d'août 1997, lors d'un congé, elle entreprend, en Cessna 180 Skywagon, un voyage de pêche avec son conjoint Jean-Claude Lauzon aux commandes, ainsi que les amis du couple Patrice L'Écuyer et Gaston Lepage dans un autre avion. À leur retour d'expédition, le 10 août 1997, l'avion de Jean-Claude s'écrase peu avant l'amerrissage sur une rivière après un décrochage à basse altitude et prend feu à une centaine de kilomètres du territoire de la municipalité de Kuujjuaq située près de la baie d'Ungava, dans le Nord-du-Québec. Le couple périt dans l'accident. Patrice L'Écuyer et Gaston Lepage, qui ont déjà amerri dans l'autre avion, assistent impuissants à la scène.
Les funérailles sont diffusées sur le réseau TVA.

## Filmographie

### Téléromans, séries télévisées et films
- 1982-1987 : Peau de banane : Zoé Cayer
- 1984 : À plein temps : Nathalie
- 1987-1994 : Chop Suey : Judith Létourneau
- 1989-1996 : Chambres en ville : Roxanne Léveillée
- 1990-1995 : Les Débrouillards : Coanimatrice
- 1996 : Jasmine : Armande
- 1996 : L'Homme idéal : Vendeuse de bikini
- 1996-1997 : Ent'Cadieux : Line Dubuc

## Hommages
Après son décès, son nom est donné à une école primaire située au 3415 Place Camus à Terrebonne.